# روز كيغان
روز كيغان (بالإنجليزية: Rose Keegan)‏ هي ممثلة بريطانية، ولدت في 8 مارس 1971.

## أعمال

### أفلام
- (2005) نقطة المباراة[2][3]

## وصلات خارجية
- روز كيغان على موقع IMDb (الإنجليزية)
- روز كيغان على موقع ألو سيني (الفرنسية)
- روز كيغان على موقع أول موفي (الإنجليزية)
- روز كيغان على موقع قاعدة بيانات الأفلام السويدية (السويدية)
- روز كيغان على موقع قاعدة بيانات الفيلم (الإنجليزية)
- روز كيغان على موقع كينوبويسك (الروسية)